# Limnophila crepuscula
Limnophila crepuscula är en tvåvingeart som beskrevs av Wood 1952. Limnophila crepuscula ingår i släktet Limnophila och familjen småharkrankar. Inga underarter finns listade i Catalogue of Life.